# P. Walter Jacob
Paul Walter Jacob, Pseudonym Paul Walter (* 26. Januar 1905 in Duisburg; † 20. Juli 1977 in Schwäbisch Hall), war ein deutsch-argentinischer Schauspieler, Hörspielsprecher, Dramaturg und Regisseur.

## Leben
P. Walter Jacob war das einzige Kind von Max Jacob und seiner Frau Fanny. Noch im Jahr der Geburt zog die Familie nach Köln und drei Jahre später nach Mainz. Dort betrieb der Vater ein Warenkreditgeschäft. Das Elternhaus war sehr musikalisch, prägend war vor allem die Mutter. P. Walter Jacob hegte schon früh den Wunsch einen musikalischen Beruf zu ergreifen, der Vater, der aus einer jüdischen Kaufmannsfamilie stammte, sah jedoch eine kaufmännische Ausbildung für seinen Sohn vor. Bereits während seiner Gymnasialzeit in Mainz besuchte P. Walter Jacob parallel das Konservatorium.
Nach dem Abitur 1923 brach er mit seinem Elternhaus und studierte an der Universität Mainz und an der Musikhochschule Berlin. Zeitgleich erlernte er am Max-Reinhardt-Seminar in Berlin den Beruf des Schauspielers und Regisseurs, wurde Regieassistent an der Staatsoper Unter den Linden und ging dann 1929 als Oberspielleiter, Dramaturg und Schauspieler an das Theater Koblenz. Danach nahm er Engagements an den städtischen Bühnen Lübeck und Wuppertal war.
Im Januar 1932 erklärte P. Walter Jacob seinen offiziellen Kirchenaustritt, im selben Jahr begann er ein Engagement als Regisseur für Oper und Operette in Essen. Nach Angriffen aus der nationalsozialistischen Presse wurde er am 29. März 1933 entlassen. P. Walter Jacob floh am 1. April 1933 vor einer drohenden Verhaftung nach Amsterdam, im Juli zog er weiter nach Paris. Er arbeitete zunächst unter dem Pseudonym Paul Walter als Musikkritiker für deutschsprachige Blätter, ehe er im Herbst 1934 wieder als Schauspieler bei der Gastspielbühne Die Komödie in Luxemburg Arbeit fand. Dort war er auch Leiter der Echternacher Festspiele und Mitarbeiter bei Radio Luxemburg. Ab 1936 war er am Stadttheater Teplitz-Schönau in der Tschechoslowakei unter Vertrag. Im April 1938 wurde ihm von den Nationalsozialisten die deutsche Staatsbürgerschaft entzogen und er musste erneut fliehen.

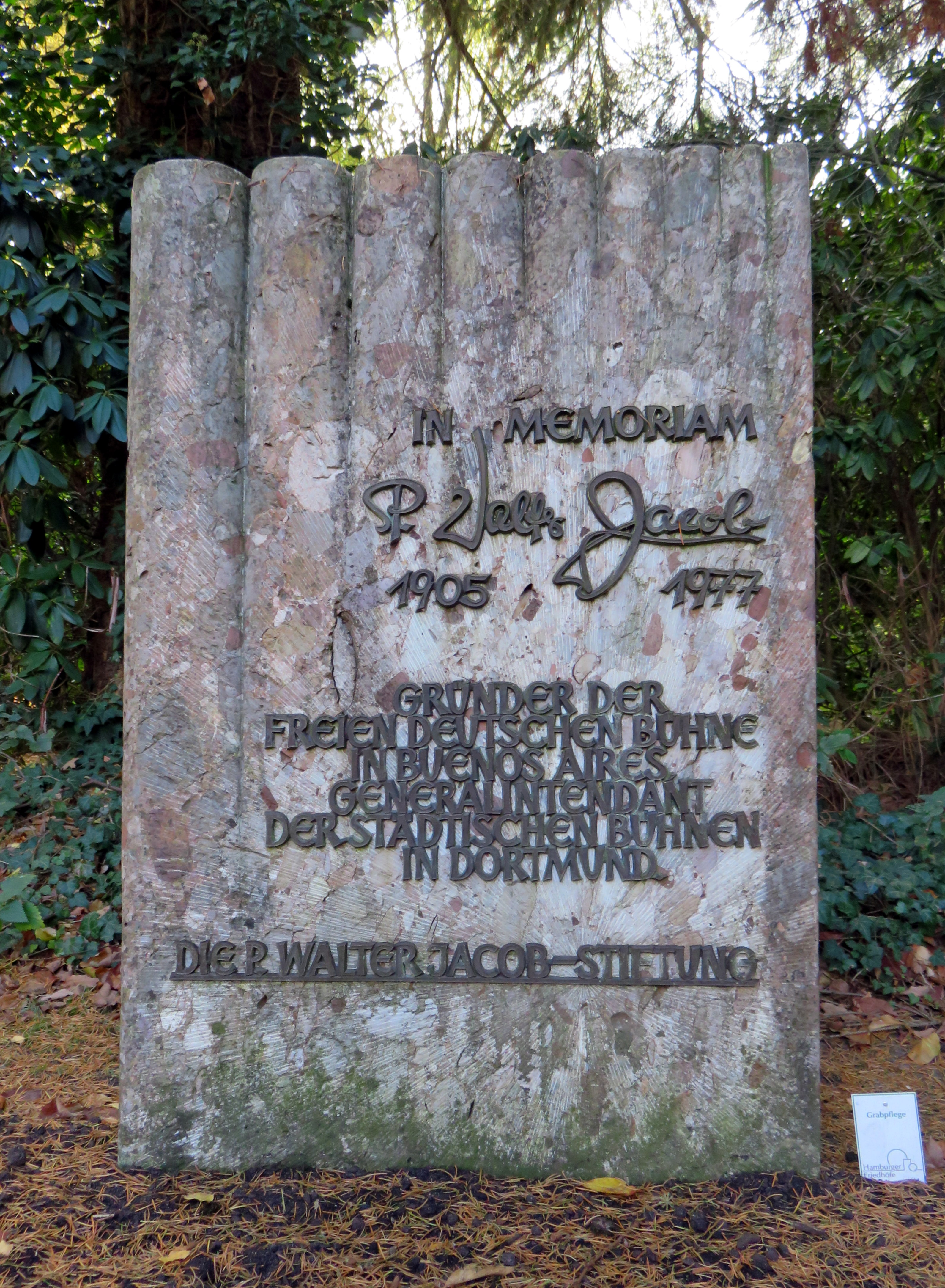
Grab P. Walter Jacob auf dem Friedhof Ohlsdorf

Er reiste zunächst nach Südafrika, ging aber im Januar 1939 mit seiner Lebensgefährtin Liselott Reger, die argentinische Staatsbürgerin war, nach Buenos Aires. Dort begann er sogleich, im Argentinischen Tageblatt zu veröffentlichen, das in den folgenden Jahren zu seinem Hauptpublikationsorgan werden sollte. Am 4. März 1939 heiratete er Liselott Reger, was ihm letztlich die Annahme der argentinischen Staatsbürgerschaft am 26. August 1941 ermöglichte. Am 20. April 1940 eröffnete er die Freie Deutsche Bühne in Buenos Aires, deren Leiter er bis zu seiner Rückkehr nach Deutschland blieb. Unmittelbar nach Kriegsende und der Befreiung vom Nationalsozialismus, dem fast seine gesamte Familie zum Opfer gefallen war, bemühte er sich um Rückkehr nach Deutschland, was jedoch erst im Dezember 1949 gelang.
Am 7. März 1950 wurde er zum Intendanten der Städtischen Bühnen Dortmunds gewählt und 1957 zum Generalintendanten ernannt. Er feierte dort große Erfolge, unter anderem mit der Welturaufführung von Nelly Sachs’ Eli am 14. März 1962. Sein Vertrag als Intendant wurde jedoch im selben Jahr durch die Stadt Dortmund nicht verlängert. P. Walter Jacob sah darin eine haltlose Kritik an seiner künstlerischen Arbeit und reagierte verbittert und verletzt. Bewerbungen um Intendanzen in anderen Städten blieben erfolglos. Jacob behielt seinen Wohnsitz in Dortmund und war freischaffend als Schauspieler, Sprecher, Regisseur und Publizist tätig. Als Hörspielsprecher trat er unter anderem in zwei der berühmten Paul-Temple-Hörspiele auf, nämlich 1959 in Paul Temple und der Fall Spencer (Regie: Eduard Hermann) und 1967 in Paul Temple und der Fall Alex (Regie: Otto Düben). Seit Ende der 1960er Jahre arbeitete er in Kooperation mit der Hamburger Arbeitsstelle für deutsche Exilliteratur an einer Darstellung des Theaters im Exil, die er nicht vollenden konnte. Seinen Nachlass stiftete er dieser an der Universität Hamburg angesiedelten Forschungsstelle.
P. Walter Jacob starb 1977 an einem Herzinfarkt. Er hinterließ keine Angehörigen. Sein Grab befindet sich auf dem Friedhof Ohlsdorf in Hamburg (Planquadrat Q 10 südlich von Kapelle 1).

## Filmografie (Auswahl)
- 1961: Inspektor Hornleigh greift ein … (TV-Serie, eine Folge)
- 1962: Bedaure, falsch verbunden (Fernsehfilm)
- 1964: Der Prozeß Carl von O. (Fernsehfilm)
- 1964: Der gelbe Pullover (Fernsehfilm)
- 1965: Die fünfte Kolonne – Blumen für Zimmer 19
- 1967: Graf Yoster gibt sich die Ehre (TV-Serie, eine Folge)

## Werke
P. Walter Jacob war als Leiter der Freien Deutschen Bühne in Buenos Aires Herausgeber des Jahrbuches Theater. Almanach der Freien Deutschen Bühne und weiterer Bücher zum Exiltheater in Argentinien. Er übersetzte viele niederländische, französische und spanische Bühnenwerke ins Deutsche, unter anderem Maurits Dekkers Die Welt hat keinen Wartesaal.
Weitere Werke:
- P. Walter Jacob: Zeitklänge: Komponisten-Portraets und Dirigenten-Profile. Editorial Cosmopolita, Buenos Aires 1945
- P. Walter Jacob: Im Rampenlicht: Essays und Kritiken aus 5 Jahrzehnten. Hrsg.: Uwe Naumann. Kabel, Hamburg 1985, ISBN 3-921909-83-X.
- P. Walter Jacob: Musica prohibida – Verbotene Musik. Ein Vortrag im Exil. In: Fritz Pohle (Hrsg.): Schriftenreihe des P.-Walter-Jacob-Archivs. Nr. 3. Hamburger Arbeitsstelle für Deutsche Exilliteratur, Hamburg 1991, ISBN 3-9802151-1-3.
- P. Walter Jacob: Jacques Offenbach mit Selbstzeugnissen und Bilddokumenten. In: Rowohlts Monographien. Nr. 155. Rowohlt, Reinbek 1969.
- P. Walter Jacob: Der beschwerliche Weg des Peter Cornelius zu Liszt und Wagner. In: Kleine Mainzer Bücherei. Band 8. Krach, Mainz 1974, ISBN 3-87439-028-4.

## Ehrungen
- Bundesverdienstkreuz Erster Klasse (1969)
- Ehrenmitgliedschaft der Dortmunder Bühnen (1975)